# Hábitat espacial

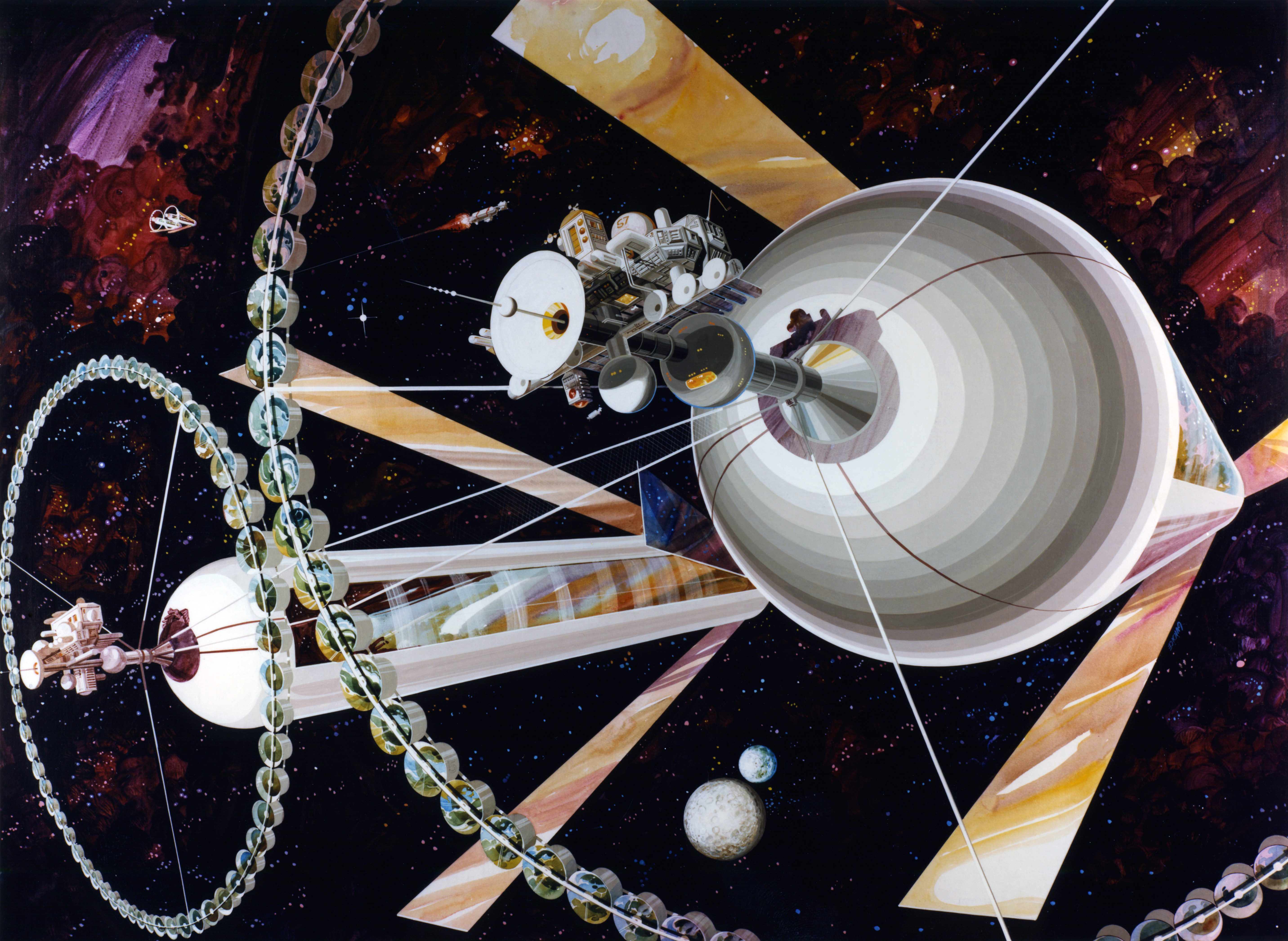
Un par de los cilindros de O'Neill.

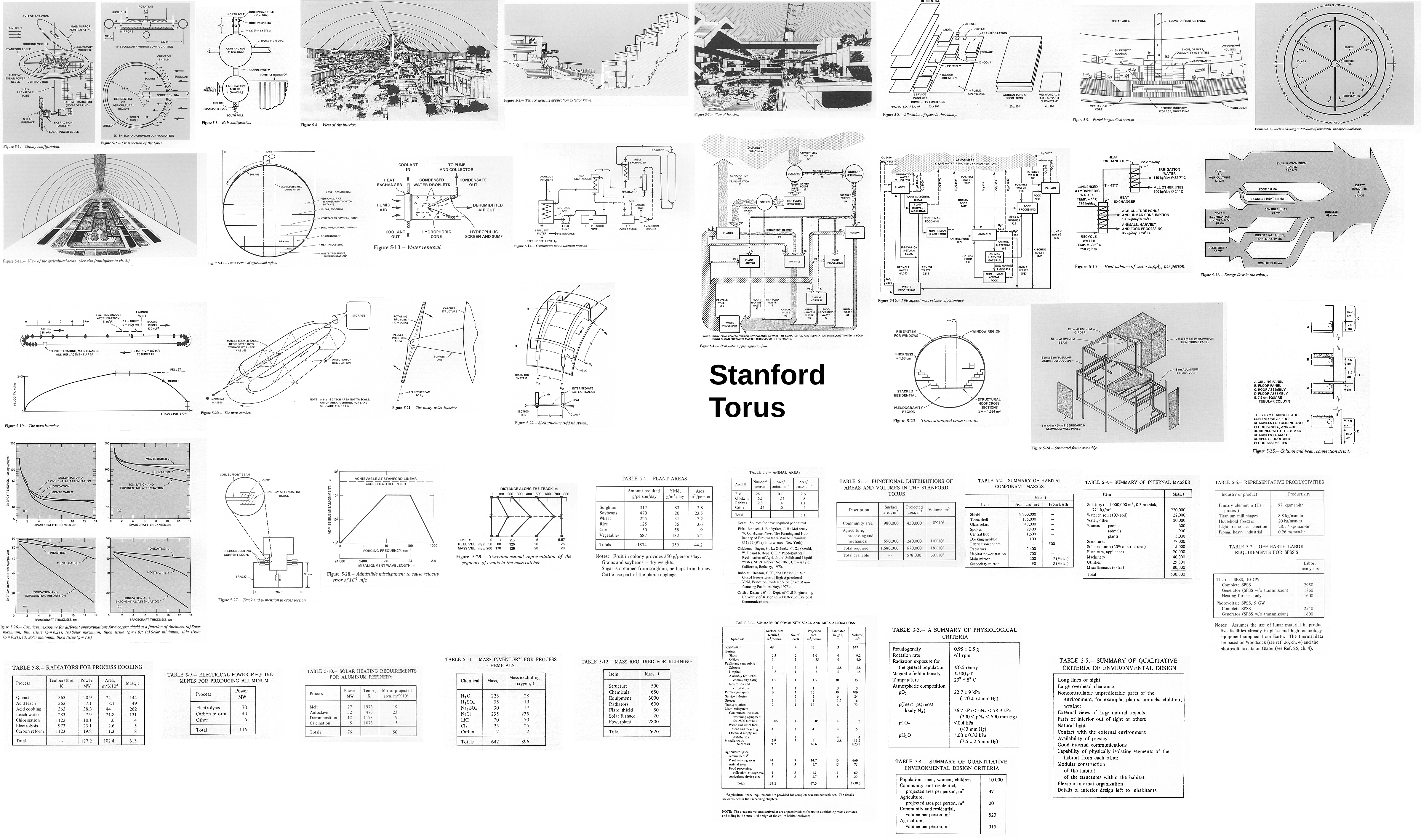
Collage de figuras y tablas del hábitat espacial Toro de Stanford, procedentes del libro «Space Settlements: A Design Study». Charles Holbrow y Richard D. Johnson, NASA, 1977.

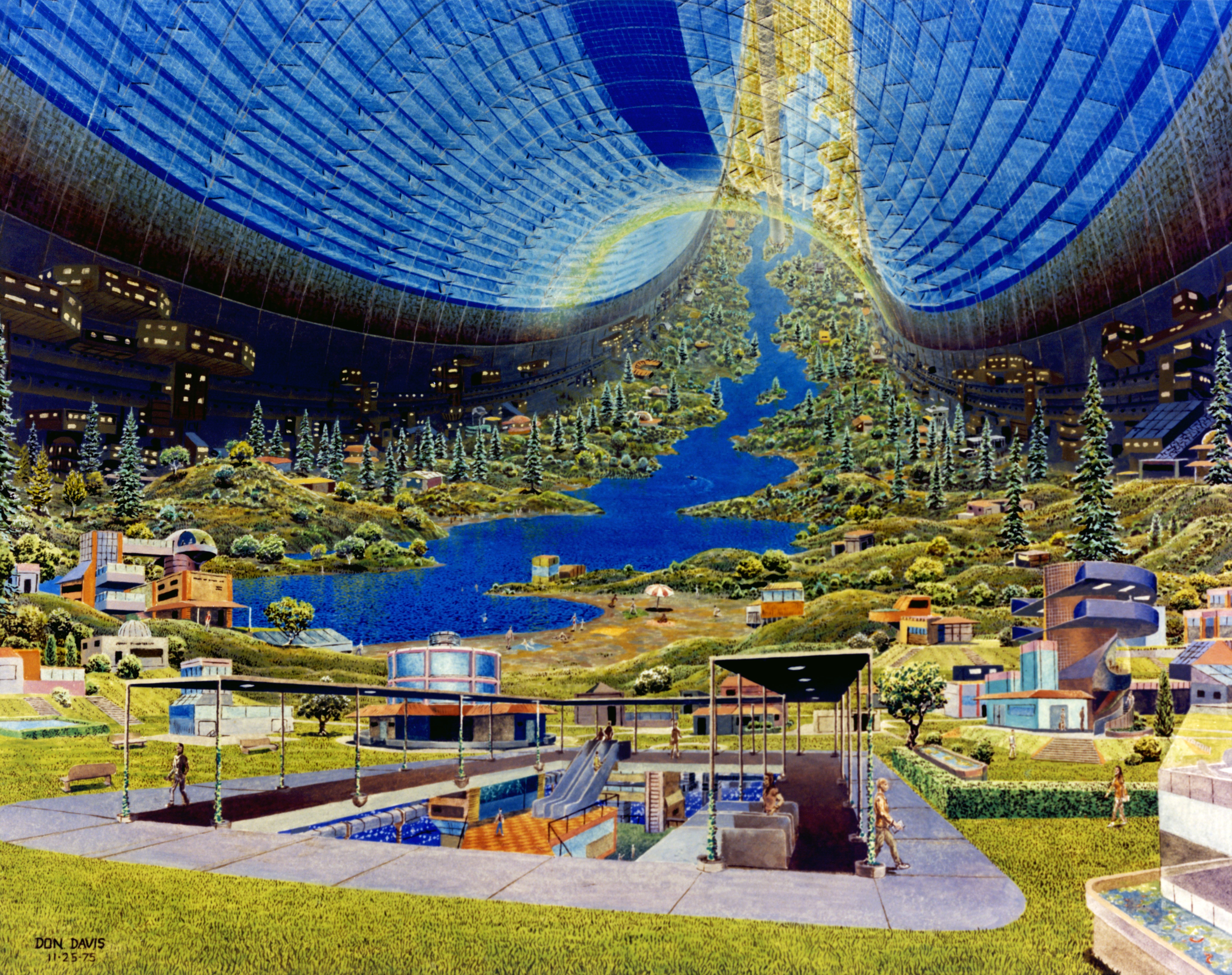
Interior de una estación toroidal.

Un hábitat espacial (también llamado una colonia orbital, colonia espacial, ciudad o asentamiento) es una estación espacial construida como un asentamiento permanente en vez de solo una estación de tránsito u otra instalación especializada. Ningún hábitat espacial ha sido construido aún, pero muchos diseños han sido propuestos con variado grado de realismo tanto por ingenieros como por autores de ciencia ficción.

## Historia

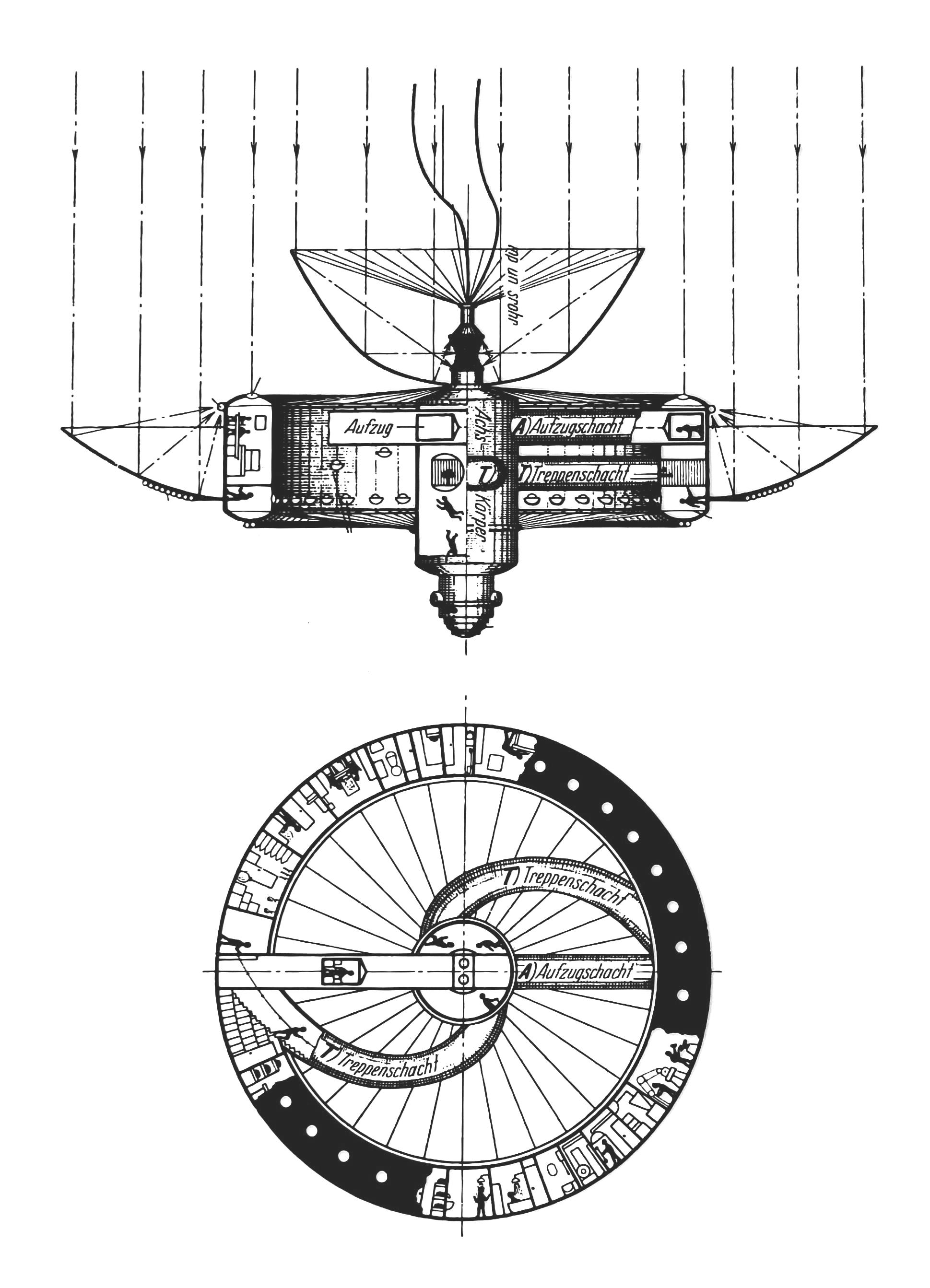
Descripción de una estación espacial de rueda giratoria en The Problem of Space Travel (en castellano: El Problema del Viaje Espacial) de Hermann Noordung de 1929.

Aproximadamente en 1970, cerca del final del Proyecto Apollo, Gerard K. O'Neill, un físico experimental, estaba buscando un tema que tentara a sus estudiantes físicos, la mayor parte de los cuales eran alumnos de primer año de ingeniería. Se le ocurrió la creativa idea de asignarles la realización de los cálculos de factibilidad para grandes hábitats espaciales. Para su sorpresa, los hábitats parecían ser factibles incluso para los de muy grande tamaño: cilindros de 8 km (5 millas) de diámetro y 34 km (20 millas) de largo, incluso si eran construidos con materiales ordinarios como acero y vidrio. También, los estudiantes resolvieron problemas tales como protección contra la radiación de los rayos cósmicos, la obtención de ángulos hacia el Sol realistas, provisión de energía, agricultura libre de plagas realista y control de actitud orbital sin motores de reacción. O'Neill publicó un artículo sobre estas propuestas de colonias en Physics Today en 1974. En la ilustración anterior se puede ver una de tales colonias, una clásica Colonia O'Neill. El artículo fue expandido en su libro de 1976 titulado en español Ciudades del Espacio.
El resultado motivó a la NASA a auspiciar un par de talleres de verano liderados por el Dr. O'Neill. Varios diseños fueron estudiados, algunos en profundidad, con capacidades variando entre 1.000 a 100.000 personas.
En un tiempo, la colonización era definitivamente vista como un fin en sí misma. La propuesta básica de O'Neill tenía un ejemplo de un esquema de pago: la construcción de satélites para energía solar a partir de materiales extraídos desde la Luna. La intención de O'Neill no era construir satélites para energía solar como tales, sino más bien entregar una prueba de que la fabricación orbital a partir de materiales lunares podría generar beneficios. Él, y otros participantes, presumían que una vez que tales instalaciones de fabricación estuvieran funcionando, muchos otros usos rentables podrían ser encontrados para estas, y la colonia sería autosustentable y también podría comenzar a construir otras colonias.
Las propuestas y estudios generaron un notable interés público. Un efecto de esta expansión fue la fundación de la Sociedad L5 en Estados Unidos, un grupo de entusiastas que desea construir y vivir en tales colonias. El grupo fue nombrado por la órbita que se creía era las más rentable para una colonia espacial, una órbita en forma de riñón alrededor ya sea de los puntos de Lagrange 5 o 4 de la Tierra.

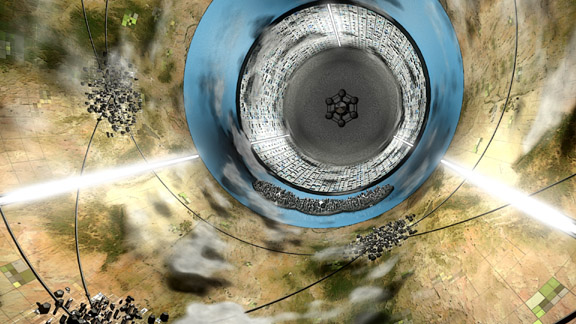
Vista interior de Rama, un hábitat cilíndrico móvil en la serie Cita con Rama de Arthur C. Clarke.

En esta era, el Dr. O'Neill fundó el Space Studies Institute, que inicialmente financió y construyó prototipos de los equipos radicalmente nuevos que serán necesarios para llevar a cabo un esfuerzo de colonización espacial, así como una cantidad de artículos sobre estudios de factibilidad. Uno de los primeros proyectos, por ejemplo, fue una serie de prototipos funcionales de una catapulta electromagnética, la tecnología esencial en ser usada para mover económicamente mena desde la Luna a las órbitas de la colonias espaciales.
Los hábitats espaciales han inspirado una gran cantidad de sociedades ficticias en la ciencia ficción. Algunas de las más populares y reconocibles es el universo Gundam japonés y la estación espacial de Babylon 5.

## Motivación
Las motivaciones para la construcción de colonias espaciales son variadas entre otras: supervivencia, seguridad, energía, extracción de materias primas y monetarias.
Los hábitats espaciales son inmunes a la mayor parte de los desastres naturales que sufre la Tierra, tales como, terremotos, actividad volcánica, huracanes, inundaciones y tornados. Un hábitat espacial puede ser el compartimiento de pasajeros de una gran nave espacial con destino a colonizar asteroides, lunas, estrellas distantes u otros planetas (véase también: Espacio y supervivencia). Dispersar nuestra población en múltiples hábitats espaciales autosuficientes a través del Sistema Solar incrementará nuestras posibilidades de supervivencia como especie en caso de que ocurra algún desastre global en la Tierra.
El espacio está literalmente lleno con luz producida por el Sol. En la órbita de la Tierra, esta alcanza 1400 watts de energía por metro cuadrado. Esta puede ser usada para producir electricidad usando células fotovoltaicas o motores de calor instalados en estaciones generadoras de energía, y proporcionando luz para que las plantas crezcan y para calefaccionar las colonias espaciales, o para calentar planetas más fríos (como Marte).
La mayor parte de los asteroides son una mezcla de los materiales mencionados anteriormente, virtualmente todos los elementos estables de la tabla periódica pueden ser encontrados en los asteroides y cometas y más importante, debido a que estos cuerpos no tienen pozos de gravedad substanciales, es muy fácil sacar los materiales obtenidos de ellos y transportarlos al sitio de construcción.
Se estima que existe suficiente material en el cinturón principal de asteroides para construir hábitats espaciales igual a la superficie habitable de 3.000 planetas Tierra.

## Generación de energía
Las colonias tendrían un constante acceso a la energía solar hasta muy grandes distancias del Sol. La falta de peso permite la construcción de grandes estructuras endebles tales como espejos para concentrar la luz del sol.

## Recursos
Los hábitats espaciales pueden ser abastecidas con recursos desde lugares extraterrestres tales como Marte, los asteroides o la Luna (utilización de recursos in-situ (del inglés: In-Situ Resource Utilization, ISRU); véase también minería en los asteroides). Uno podría producir oxígeno para respiración, agua potable, y combustible para cohetes con la ayuda del ISRU. Incluso puede ser posible construir paneles solares a partir de materiales lunares.

## Población
Los hábitats pueden ser construidos para tener una inmensa capacidad de población. Usando los recursos que flotan libres en el sistema solar, los actuales estimados se extienden en trillones.

## Comercio
El comercio entre la Tierra y los hábitats espaciales sería más fácil que un comercio entre la Tierra y una colonia planetaria, ya que las colonias orbitando a la Tierra no tienen que superar un pozo de gravedad para exportar hacia esta, y un pozo de gravedad más pequeño que superar para importar desde la Tierra.

## Desembolso de capital inicial
Incluso el más pequeño de los diseños para hábitats mencionados es más masivo que la masa total de todo lo lanzado por la Humanidad hacia órbita terrestre. Los prerrequisitos para construir hábitats son costos de lanzamiento más baratos o una base de minería y fabricación en la Luna u otro cuerpo que tenga una baja delta-v desde la locación deseada para el hábitat.

## Sistemas de soporte vital internos
Presión del aire, con presiones parciales de oxígeno normales, dióxido de carbono y nitrógeno, es un requerimiento básico de cualquier hábitat espacial. Básicamente la mayor parte de los diseños de colonias proponen grandes contenedores de presión de paredes delgadas, El oxígeno requerido podría ser obtenido desde las rocas lunares. El nitrógeno es más fácil de obtener desde la Tierra, pero también es casi perfectamente reciclable. También el nitrógeno es la forma de amonio puede ser obtenido de los cometas y lunas de los planetas exteriores. El nitrógeno también puede obtenerse en cantidades desconocidas en ciertos otros cuerpos en el sistema solar exterior. El aire de una colonia podría ser reciclado en varias formas. El método más obvio es usar jardines fotosintéticos, posiblemente vía hidroponía o bosques. Sin embargo, esto no elimina ciertos contaminantes industriales, tales como aceites volátiles y exceso de gases moleculares simples. El método estándar usado en submarinos nucleares, una forma similar de ambiente cerrado, es usar un quemador catalítico, que efectivamente elimina la mayor parte de los contaminantes orgánicos. Protección adicional podría ser provista por un pequeño sistema de destilación criogénica que eliminaría gradualmente las impurezas tales como vapor de mercurio y gases nobles que pueden ser quemados catalíticamente.
Los materiales orgánicos para la producción de comida también necesitan ser provistos. Al principio, la mayor parte tendrían que ser importados desde la Luna, asteroides o la Tierra. Después de eso, el reciclamiento debería reducir la necesidad de las importaciones. Un método de reciclaje propuesto comenzaría quemando el destilado criogénico, las plantas, la basura y las aguas residuales con aire y un arco eléctrico, y destilando a continuación el resultado. El dióxido de carbono y el agua resultante podrían ser utilizables directamente por la agricultura. Los nitratos y las sales en la ceniza podrían ser disueltos en agua y separados en minerales puros. La mayor parte de los nitratos, potasio y sales de sodio serían efectivamente reciclados como fertilizantes. Otros minerales conteniendo hierro, níquel y silicio podrían ser purificados químicamente en lotes y reusados industrialmente. La pequeña fracción de materiales restantes, bien por debajo del 0,01% del peso, podrían ser procesados en elementos puros con espectrometría de masa de gravedad cero y agregados en las cantidades apropiadas a los fertilizantes y suministros industriales. Este método actualmente solo existe como prueba de concepto siendo considerado en los estudios de la NASA. Lo más probable es que este método sería muy perfeccionado cuando la gente comenzará a vivir realmente en hábitats espaciales.

## Gravedad artificial
Los estudios en órbita de largo plazo han probado que la gravedad cero debilita los huesos y los músculos y perturba el metabolismo del calcio y el sistema inmune. La mayor parte de las personas han sufrido problemas de vías respiratorias congestionadas y sinusitis, y otras pocas han sido afectadas por dramáticos e incurables mareos. La mayor parte de los diseños de colonias espaciales rotarían para usar la fuerza inercial resultante para simular gravedad. Los estudios de la NASA con pollos y plantas han probado que esto es un efectivo substituto fisiológico de la gravedad. Girar rápidamente la cabeza en ambiente semejante causa que se sienta una inclinación debido a que el oído interno se mueve a una diferente tasa de rotación. Los estudios realizados en centrífugas muestran que las personas sufren de mareos en hábitats con un radio de rotación de menos de 100 metros, o con una tasa de rotación de sobre 3 rotaciones por minuto. Sin embargo, usando los mismos estudios y estadísticas se puede inferir que casi todas las personas deberían ser capaces de vivir confortablemente en hábitats con un radio de rotación de más de 500 metros y con una rotación inferior a 1 rotación por minuto. Las personas con más experiencia no fueron solamente más resistentes a los mareos, sino que podían determinar las direcciones "spinward" (en sentido del giro) y "antispinward" (en contra del sentido del giro) en las centrífugas.

## Protección de ambiente externo hostil
- Radiación: Los estudios han mostrado que los grandes hábitats espaciales podrían ser efectivamente protegidos de los rayos gamma por su estructura y el aire y que estos podrían substituir la muralla de dos metros de acero que sería necesaria sin ellos. Los hábitats más pequeños podrían ser protegidos por bolsas de roca estacionarias (no rotatorias). La luz solar podría ser admitida indirectamente vía espejos en hojas a prueba de radiación, que funcionarían de la misma forma como un periscopio. Si el hábitat espacial está localizado en L4 o L5, entonces su órbita lo llevaría fuera de la protección de la magnetósfera de la Tierra por aproximadamente dos tercios del tiempo (como sucede con la Luna), poniendo a los residentes en riesgo de sufrir una exposición a protones dentro del viento solar.

Véase también Amenazas a la salud por los rayos cósmicos
- Rechazo del calor: La colonia está en un vacío, y por lo tanto se parece a una gigante botella termal. La relación entre la luz solar y la energía radiada podría ser reducida y controlada por grandes ventanas venecianas. Los hábitats también necesitan un radiador para eliminar el calor producido por la luz solar absorbida y de los organismos y estructuras contenidas en ella. Los hábitats muy pequeños podrían tener una vela central que rota con la colonia. En este diseño, la convección elevaría el aire caliente hacia "arriba" (hacia el centro), y el aire frío caería hacia el exterior del hábitat. Algunos otros diseños distribuirían refrigerantes, tales como agua enfriada desde un radiador central.

- Objetos extraños: El hábitat necesitaría resistir los potenciales impactos de basura espacial, meteoritos, polvo, etc. Un radar vigilaría los alrededores de cada hábitat mapeando la trayectoria de los restos y otros objetos fabricados por el hombre y permitiría que acciones correctivas pudieran ser tomadas para proteger al hábitat. Los choques con meteoritos serían un riesgo mucho mayor para un hábitat que para la Tierra, a menos que pudiera ser desarrollado un método para evitarlos, debido a que un hábitat no posee una atmósfera protectora.

## Transporte y maniobra
- Mantención de órbita: la órbita óptima del hábitat está aún en discusión, y así la mantención de órbita es probablemente un tema comercial. Las órbitas lunares L4 y L5 no se consideran que estén demasiado lejos ya sea de la Tierra o de la Luna. Una propuesta más moderna es usar una órbita de resonancia de dos a uno que alternadamente tenga una aproximación cercana de baja energía (barata) a la Luna, y posteriormente lo mismo con respecto a la Tierra. Esto proporciona un acceso rápido y barato tanto a los materiales en bruto como al mercado principal. La mayor parte de los diseños de colonias planean usar un sistema de propulsión de cuerda electromagnética o una catapulta electromagnética como motores de cohete. La ventaja de estos es que no usan ninguna o barata masa de reacción.

- Control de actitud: La mayor parte de las geometrías de espejo requieren que algo en el hábitat sea apuntado hacia el Sol de tal forma que un sistema de control de actitud es necesario. El diseño original de O'Neill usaba dos cilindros como una rueda de momentum para hacer girar a la colonia y empujar los pivotes simultáneamente hacia el sol o separarlos para usar su precesión para cambiar su ángulo. Diseños posteriores rotaban el plano de su órbita, con sus ventanas apuntando en ángulo recto respecto a luz solar y usar espejos livianos que podrían ser controlados por pequeños motores eléctricos para que siguieran al Sol.

## Diseños/soluciones

### Diseños de la NASA
Diseños propuestos en estudios de la NASA incluyen:
- Esfera de Bernal: "Island One", un hábitat esférico para aproximadamente 20.000 personas.
- Toro de Stanford: Una alternativa más grande a "Island One."
- Cilindro de O'Neill: "Island Three" (imagen mostrada en el artículo), un diseño aún más grande.
- Lewis One:[7] Un cilindro de un radio de 250 m con una protección contra la radiación no rotatoria. El escudo también protege al espacio industrial de microgravedad. La parte rotatoria es de 450 m de largo y tiene varios cilindros interiores. Algunos de ellos son usados para la agricultura.
- Kalpana One, revisado:[8] Un corto cilindro con un radio de 250 m y 325 m de largo. El escudo contra la radiación es de 10 t/m² y rota. Tiene varios cilindros interiores para agricultura y recreación.
- Una "bola": una nave espacial o hábitat conectado por un cable a un contrapeso u otro hábitat. Este diseño ha sido propuesto para ser usado como nave a Marte, como espacio de habitaciones para ser usado en la construcción inicial de un hábitat espacial y como un hotel orbital. Tiene un largo y lento radio rotacional para una masa de estación relativamente pequeña. También, si algo del equipamiento puede formar el contrapeso, el equipamiento dedicado a la gravedad artificial es solo un cable, y por lo tanto tiene una fracción de masa más pequeña que otros diseños. Esto lo convierte en un diseño tentador para una nave de espacio profundo. Para habitabilidad de largo plazo, sin embargo, el escudo contra la radiación debe rotar con el hábitat, y este es extremadamente pesado, así requiriendo un cable mucho más fuerte y pesado.
- "Hábitats en forma de abalorio":[9] Este diseño especulativo también fue considerado por los estudios de la NASA, y se encontró que tenían una fracción de masa de estructura equivalente y por lo tanto costos comparables. Pequeños hábitats serían producidos en masa a estándares que permitieran que estos pudieran ser interconectados entre sí. Un solo hábitat podría operar como una "bola". Sin embargo, otros hábitats podrían ser conectados, creciendo en una especie de "mancuerna" luego en una "corbata de lazo", luego en forma de anillo, posteriormente en un cilindro de "cuentas" o "abalorio" y finalmente una estructura de cilindros. Cada etapa de crecimiento comparte más protección contra la radiación y equipamiento básico, incrementando la redundancia y seguridad mientras los costos por persona se reducen. Este diseño fue propuesto originalmente por un arquitecto profesional debido a que puede crecer de forma muy similar a como lo hacen las ciudades en la superficie de la Tierra, con inversiones individuales incrementales, a diferencia de diseños que requieren un gran inversión inicial. La principal desventaja es que las versiones más pequeñas usan una gran cantidad de estructura para apoyar la protección contra la radiación, la que rota con ellos. En las versiones más grandes, el escudo se vuelve económico, ya que crece al cuadrado del radio de la colonia. La cantidad de personas, sus hábitats y los radiadores para refrigerarlos crecen aproximadamente al cubo del radio de la colonia.[10]

- Nautilus-X Vehículo de Exploración Espacial Multi-Misión (en inglés: Multi-Mission Space Exploration Vehicle, MMSEV): esta propuesta de la NASA del año 2011 para un vehículo de transporte espacial tripulado de gran autonomía incluye un hábitat espacial con gravedad artificial ideado para mantener la salud de una tripulación de hasta seis personas en misiones de hasta dos años de duración. La centrífuga de anillo toroidal de g-parcial utilizaría tanto una estructura metálica estándar como estructuras de naves espaciales inflables y proporcionaría 0,11 a 0,69g si se construye con la opción de 40 pies (12 m) de diámetro.[11][12][13] A partir del año 2011, desarrollar y construir el NAUTILUS-X "tomaría al menos cinco años y requeriría dos o tres lanzamientos, y costaría aproximadamente $3,7 mil millones."[14]  La NASA ha publicado una corta animación de la NAUTILUS-X en el espacio; el vínculo está incluido más abajo, en la sección de #Enlaces externos.

- Demostrador de centrifugadora de gravedad artificial para la Estación Espacial Internacional: También propuesta en el año 2011 como un proyecto de demostración preparatorio para el diseño final de un gran hábitat espacial con centrífuga toroidal para el Vehículo de Exploración Espacial Multi-Misión. La estructura tendría un diámetro exterior de 30 pies (9 m) con un diámetro interior del anillo de 30 pulgadas (76 cm) y proporcionaría entre 0,08 a 0,51g de gravedad parcial. Esta centrífuga de prueba y evaluación tendría la capacidad de convertirse en un módulo dormitorio para la tripulación de la ISS.[11]

### Galería

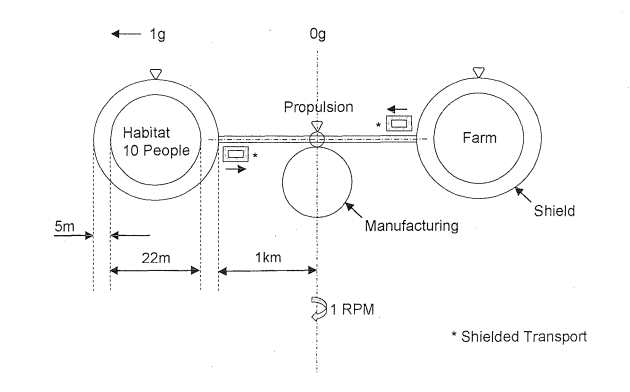
Estación espacial Bola
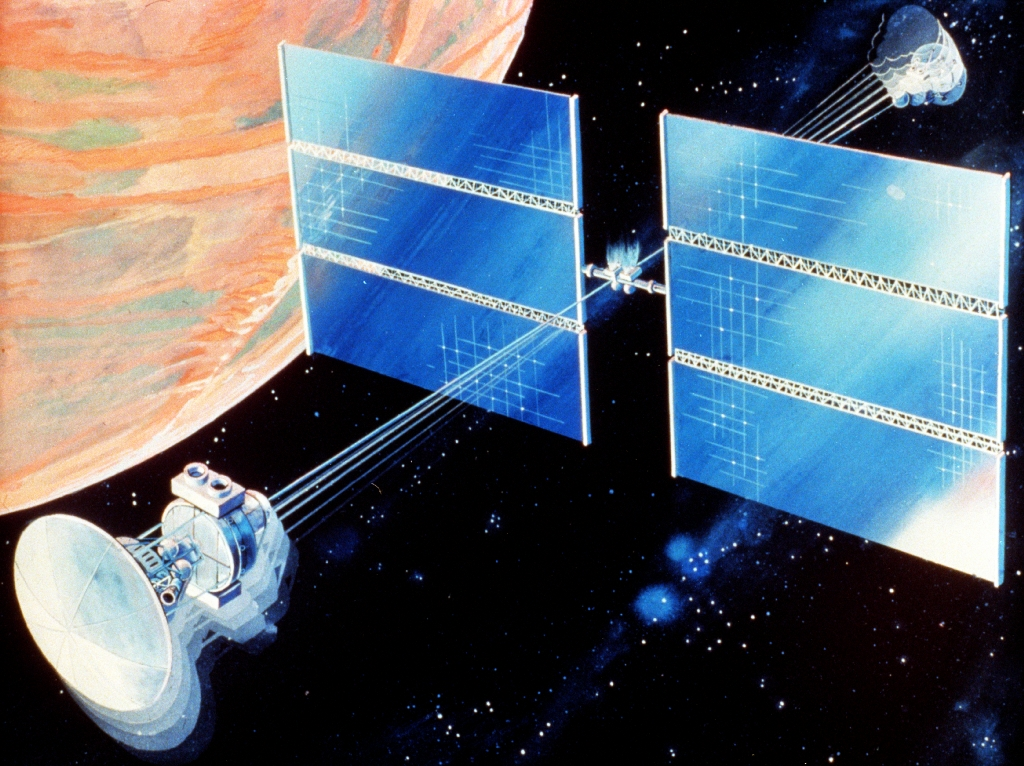
Nave espacial a Marte Bola
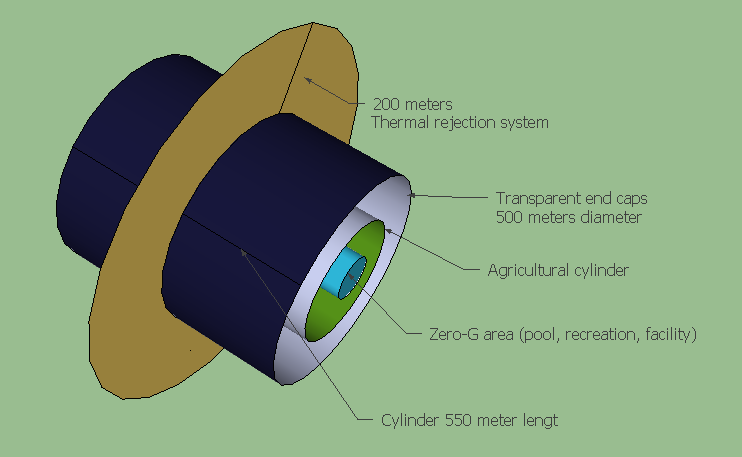
Estación espacial orbital Kalpana One
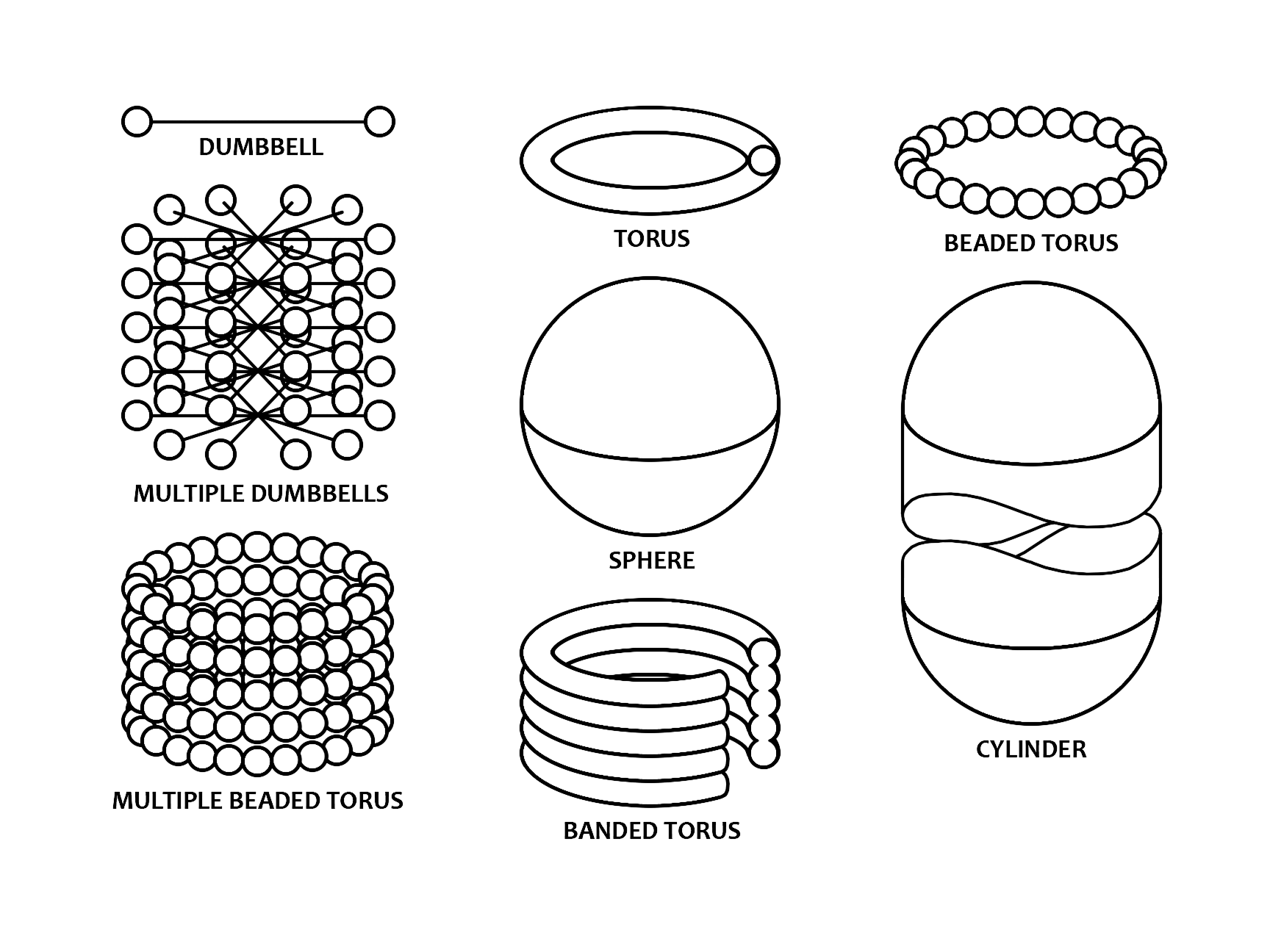
Evolución de hábitats de abalorios (cuentas de collar)

### Mundo Burbuja
El mundo burbuja o el concepto Interior/Exterior se originó en 1964 por Dandridge M. Cole y Donald W. Cox en un libro llamado Islands in Space: The Challenge of the Planetoids (en castellano: Islas en el Espacio: El Desafío de los Planetoides).
El concepto trata acerca de perforar un túnel a través de eje más largo de un gran asteroide compuesto por hierro o hierro-níquel y llenarlo con una substancia volátil, posiblemente agua. Un muy gran reflector solar sería construido en sus cercanías, enfocando el calor generado por el Sol sobre el asteroide, primero para soldar y sellar los extremos del túnel, luego de una forma más difusa para calentar lentamente toda la superficie. En la medida que el metal se suaviza, el agua en el interior se expande e infla la masa del asteroide, mientras que las fuerzas rotacionales ayudan a formar un cilindro con este material. Una vez expandido se le permitirá enfriarse, puede ser puesto a girar para producir gravedad artificial, y también ser rellenado con suelo, aire y agua. Al crear un pequeño abultamiento en el medio del cilindro, se puede crear un lago con forma de anillo. Los reflectores permitirán a la luz solar entrar y ser dirigidos a donde sea necesario. Claramente este método requeriría una significativa presencia humana e industrial en el espacio para que sea factible.
El concepto de mundo burbuja fue popularizado por el autor de ciencia ficción Larry Niven en sus relatos del ficticio Espacio Conocido, que describen tales mundos como los hábitats principales de los Belters, una civilización que colonizó el Anillo de Asteroides.

### Diseños hipotéticos
En 1990, a medida que la potencial utilidad de los nanotubos de carbono como material estructural se volvían aparentes, algunas propuestos surgieron para hábitats muchísimo más grandes tomando ventaja del uso de este material. La tecnología para producir nanotubos del largo requerido no se encuentra disponible, así que estos diseños permanecen como una especulación.
- Anillo de Bishop:[16] Un toro de 1.000 km de radio, 500 km de ancho, y con murallas para la retención de la atmósfera de 200 km de alto. El diseño sería lo suficientemente grande que podría ser uno "sin techo", abierto al espacio en el borde interior.
- Cilindro de McKendree:[17] Cilindros pareados en la misma idea que la del diseño de Cilindro/Isla Tres de O'Neill, cada uno con un radio de 460 km, y 4.600 km de largo (comparado con los 3,2 km de radio y 32 km de largo en el diseño de Isla Tres).

### Estación Espacial Comercial Bigelow
La Estación Espacial Comercial Bigelow de la Siguiente Generación fue anunciada a mediados del año 2010.
La construcción inicial de la estación se espera que comience el 2014/2015, y consistirá en dos módulos Sundancer y un módulo BA-330.
Bigelow ha mostrado públicamente configuraciones de diseño de la estación espacial con hasta nueve módulos BA-300 conteniendo 2.831 m³ de espacio habitable
Bigelow comenzó a referirse públicamente, en octubre de 2010, a la configuración inicial -de dos módulos Sundancer y un módulo BA-330- como Complejo Espacial Alfa.
Bigelow anunció recientemente que tiene acuerdos con seis estados soberanos para utilizar instalaciones orbitales de la estación espacial comercial: Reino Unido, Holanda, Australia, Singapur, Japón y Suecia.